# Diplogrammus goramensis
Diplogrammus goramensis es una especie de peces de la familia Callionymidae en el orden de los Perciformes.

## Morfología
Los machos pueden llegar alcanzar los 10 cm de longitud total.

## Alimentación
Come principalmente pequeños invertebrados bentónicos.

## Hábitat
Es un pez de mar de clima tropical y asociado a los  arrecifes de coral que vive entre 5-34 m  de profundidad.

## Distribución geográfica
Se encuentra en la Samoa Americana, Australia (incluyendo la Isla Norfolk) la China, Fiyi, Guam, Indonesia el Japón (incluyendo las Islas Ryukyu) las Islas Marshall, Micronesia, Nueva Caledonia, República de Palau, Papúa Nueva Guinea, las Filipinas, Samoa, Tonga y el Vietnam .